# بيت بادي (عمران)
بيت بادي هي إحدى قرى الجمهورية اليمنية. تتبع جغرافيا لمحافظة عمران وإداريًا لمديرية جبل عيال يزيد. يبلغ تعداد سكانها 3736 نسمة حسب الإحصاء الذي أجري عام 2004.